# ميدل إيست آي
ميدل إيست آي (بالإنجليزية: Middle East Eye) ويُعرف اختصارًا بـ MEE هوَ موقعُ ويب إخباري يتخذُ من لندن مقرًا له ويعملُ على تغطية الأحداث في الشرق الأوسط. أُسّس موقع ميدل إيست آي في نيسان/أبريل من عام 2014؛ وحسبَ الموقع الرسمي فمديل إيست آي خِدمة إخبارية مُستقلّة من حيثُ التمويل وحيادية من حيثُ الطرح كمَا يهدفُ الموقع إلى أن يكون البوابة الرئيسية لأخبار الشرق الأوسط خاصّة أنه يستهدفُ كل الشعوب في المنطقة وكل الأفراد المهتمين بأخبار الشرق الأوسط.
سبق وأن اتُهم موقع ميدل إيست آي من قِبل عددٍ من الحكومات والشخصيات والمراقبين بالتحيّز لصالحِ جماعة الإخوان المسلمين، فيمَا طالبت المملكة العربية السعودية وعدد من حلفائها دولة قطر بإغلاقِ الموقع حيثُ ترى الرياض أنّه ممول من قِبل الدوحة وتابعٌ لها بشكلٍ كلّي. ردَّ الموقع على الاتهام بأنه مستقلٌّ عن أي حكومة أو حركة ولا تُمولّه قطر.

## التنظيم
رئيس تحرير موقع ميدل إيست آي هو الصحفي ديفيد هيرست الذي كان يعملُ فيما مضى معَ صحيفة الغارديان. الموقعُ مملوكٌ لشركة ميدل إيست آي إل تي دي (بالإنجليزية: MEE Ltd) وَهي شركة بريطانية تأسّست عام 2013. وفقًا لمحررة الأخبار دانيا عقاد؛ فإنّ معظم المقالات والأخبار في الموقع مكتوبة من قبل محررين وكُتّاب مستقلين.
يُوظّف موقع ميدل إيست آي حوالي 20 موظفًا بدوام كامل في مُختلفِ مكاتبهِ في العاصِمة لندن. جديرٌ بالذكرِ هنا أنّ مدير شركة ميدل إيست آي – مالِكة الموقع – هوَ جمال بيساسو وهو مدير سابق للتخطيط والموارد البشرية في قناة الجزيرة.

## النقد والجدل
وفقا لمايكل روبن المسؤول السابق في البنتاغون والذي يعملُ الآن في معهد أميركان إنتربرايز فإنّ موقع ميدل إيست آي ورئيسُ تحريره ديفيد هيرست يتمتعون بحق الوصول الحصري إلى أخبار حركة حماس وعادةً ما يكونُ الموقع سباقًا في نشرِ الأخبار أو التقارير التي تتعلقُ بهذهِ الحركة. لاحظَ روبن أيضًا أنّ ديفيد هيرست قد افتتحَ مقالات افتتاحية يمدحُ فيها إلى حدٍ ما جماعة الإخوان المُسلمين ويُدافع عنها بشكلٍ أو بآخر.  كشفَ روبن أيضًا أنّ موقع ميدل إيست آي قد سُجّل في لندن من قِبل موظفٍ سابقٍ في مؤسّسة إنتربال (بالإنجليزية: Interpal) وهي مؤسسة خيرية مقرها المملكة المتحدة وكانت قد عُيّنت من طرفِ وزارة الخزانة الأمريكية كأحدِ المؤسّسات الداعمة – من الناحيّة المالية – لحركة حماس.
أمّا معهد هدسون فيقول إنّ ميدل إيست آي وَميدل إيست مونيتور قد أُطلقا من قبل شركات تابعة لجماعة الإخوان المسلمين كبديلٍ لقناة الجزيرة القطرية لتوصيلِ وجهة نظر الإخوان المسلمين للقرّاء الغربيين.
على المُستوى الحكومي؛ تتهم المملكة العربية السعودية موقع ميدل إيست آي بأنُ منفذ إخباري ممولٌ من طرفِ قطر سواءً بشكلٍ مباشر أو غير مباشر، ونفس الأمر فعلتهُ الإمارات ولو بشكلٍ ضمني حيثُ ذكرت صحيفة ذا ناشيونال – التابعة لأبو ظبي – أن تغطية ميدل إيست آي منحازة ضد الإماراتيين كما ادعت أنّ العديد من العاملين في فريق تحرير الموقع هم جزءٌ من محرري قناة الجزيرة. تقولُ ذا ناشيونال أيضًا أنّ بعض مؤسّسي موقع ميدل إيست آي مُرتبِطون بأعضاء من جماعة الإخوان المسلمين.
في 22 حزيران/يونيو 2017 وَأثناء الأزمة الدبلوماسية مع قطر؛ طالبت كل من المملكة العربية السعودية والإمارات العربية المتحدة ومصر والبحرين الدوحة بإغلاق موقع ميدل إيست آي – كأحدِ الشروط الثلاثة عشر للتصالح – الذي اعتبروهُ «متعاطفًا» مع جماعة الإخوان المسلمين فيما نفا الموقع نفسه كل هذهِ المزاعم وأكّد في الوقتِ ذاته على أنه لم يسبق وأن تلقى أموالاً قطريّة على الإطلاق.